# 모스맨

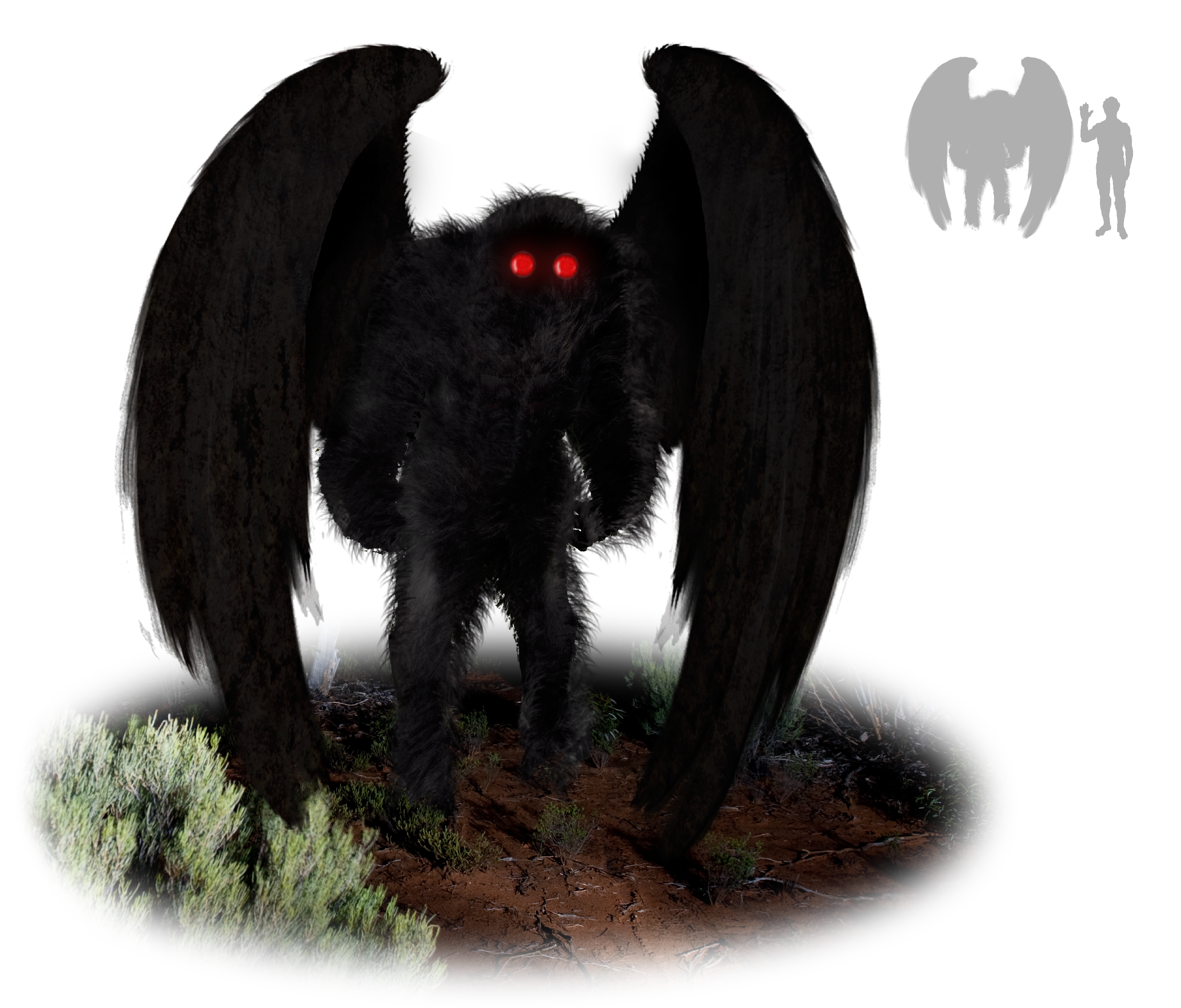

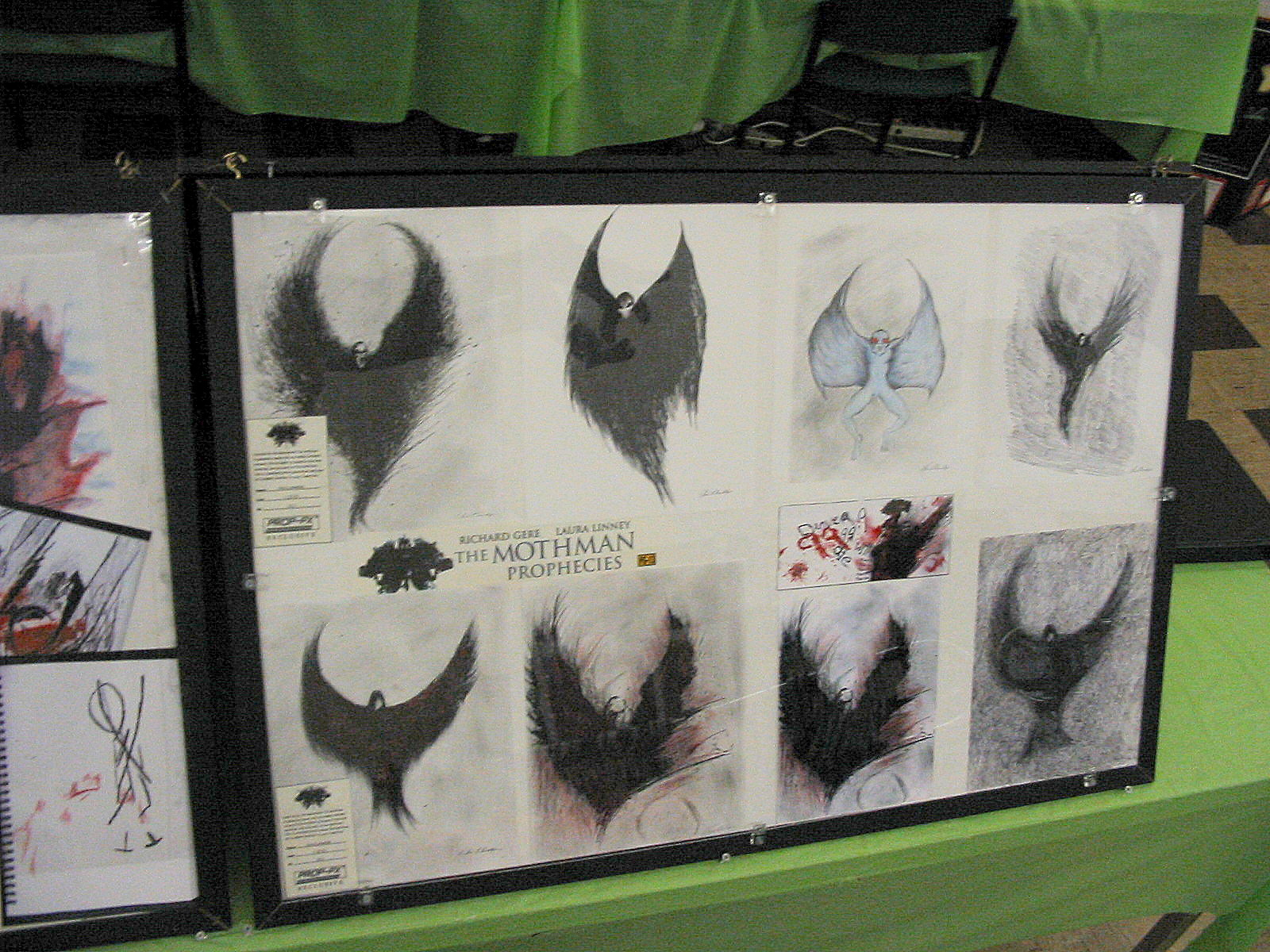

모스맨(Mothman)은 1966년 미국 웨스트버지니아주 포인트 프레전트 일대를 위협한 수수께끼의 미확인 동물(UMA)이다. 외계인의 애완동물이다라는 설(에이리언·애완동물설)도 있다. 모스맨이라는 용어는 1970년 그레이 바커에 의해 대중에 널리 알려지게 되었다.

## 개요

### 특징
현지의 거주민들은 이 미확인동물을 단지 버드라고 부르고 있었지만, 일반적으로는 매스컴을 통해서 알려진 모스맨(나방 인간)이라고 하는 이름이 유명하다.
신장은 약 2미터. 팔은 없고, 등에 큰 날개를 가지고 있다. 그 모스맨의 날개는 자동차보다 빠르게 비행한다. 목격자의 상당수는 모스맨을 한순간 밖에 보지 않고, 모스맨의 얼굴은 별로 상세까지 기억하지는 않지만, 눈이 쨍쨍 붉게 빛나고, 눈과 눈의 간격이 크게 벌려 있는 것만은, 많은 목격자의 증언이 일치하고 있다. 쥐나 박쥐를 닮은 '키키'라고 하는 울음 소리를 말했다고 하는 증언도 있다.
처음 목격자라고 여겨지는 여성에 의하면, 그녀가 차로 시속 160km로 갔을 때, 모스맨은 똑같은 속도로 쫓아 왔다고 한다. 또, 그녀는 TV프로그램의 인터뷰 때, 모스맨은 "플라잉 휴머노이드를 닮아 있는 것 같다."라고 말하고 있었다.

### 모스맨과 관련된 사건
1966년 11월 12일 웨스트버지니아주 렌데닌의 묘지에서 목격된 것을 시작으로 일련에 목격한 사건이 시작되었다.
계속 되어 11월 14일, 같은 주 포인트 프레전트의 TNT 에리어(옛 화약 공장이 있었던 지역)부근에서 드라이브를 즐기고 있던 젊은이가 모스맨에게 추격당하는 사건이 발생한다. 젊은이들은 차를 전속력으로 달리게 했지만, 모스맨은 쉽게 추격해 왔다고 한다(이 젊은이의 한 명이 최초 목격자 라고 여겨지는 여성이다).
또, 같은 날 밤 포인트 프레전트 북동쪽에 있는 샐럼에서도 같은 목격 증언이 보고되었다. 밖에 있는 기르는 개가 격렬하게 짖어 개의 상태를 보러 가자, 어두운 곳에서 붉게 빛나는 두 개의 눈이 떠올랐다고 한다. 이튿날 아침 기르는 개의 모습은 어디에도 없었지만, 신문에 게재된 화약 공장에서의 목격 증언에는 '도망치는 도중에 개의 시체가 널려 있었다.'라는 말이 있었다. 덧붙여 이 화약 공장 부근에서는 몇차례에 걸쳐 기묘한 광체가 목격되고 있었다고 하는 증언도 있다.
최초로 목격된 날로부터 13개월 후의 1967년 12월 15일, 포인트 프레전트와 오하이오주 카노가를 잇는 실버 브릿지 부근에서 목격된 사례를 마지막으로 모스맨의 목격 사례가 끊기게 되었다. 관련성은 불분명하지만, 실버 브릿지는 곧 대규모 폭락 사고를 내 46명이 희생된 대참사가 되었다. 이 사건은 모스맨 사건을 소재로 한 영화 프로페시에서도 그려져 있다. 1978년 체르노빌 원자력발전소 참사 직전, 1951년 시카고대지진, 1933년 중국 댐붕괴, 1978년 독일 탄광사고, 2007년 캐나다 몬트리올주의 주택화재등 여러 가지 참사 현장에 목격되었다.
포인트 프레잔트 주변에서의 목격은 없지만, 그 후 많이 발생하고 있는 '플라잉 휴머노이드'라는 목격 증언에는 "고속으로 비행해 차를 뒤쫓는 갈색의 괴인' 등 모스맨과의 공통점이 있어, 관련성이 지적되고 있다.
또, 영화 프로페시에서는, 모스맨을 목격했다고 증언하는 사람의 집에, 모스맨이 협박전화를 거는 장면이 있다.

## 정체

### 조류설
독수리등의 대형 맹금류(猛禽類)를 오인한 가능성이 있다. "키키" 라고 하는 울음 소리는 검독수리의 소리에 가깝다고 생각할 수 있다. 날개를 바꾸듯이 비상하여, 급강하했다고 하는 목격 모습도 있지만, 이것은 검독수리등이 사냥감에 습격할 때 보여지는 행동이다. 모스맨의 2미터 라고 하는 신장은, 목격 시간대의 대부분이 야간에 있었던 일과 목격자가 공포심으로부터 실제보다 크게 착각해 버렸다고 하면 설명할 수 있다. 단지, 대부분의 목격자는 모스맨의 눈이 이상하게 커서 간격이 열려 있었다고 증언하고 있어, 조류에서는 설명이 대하지 않는 부분도 있다.
또, 두루미과설이나 긴점박이 올빼미 설이 있다.

### 에이리언의 애완동물설
또, 포인트 프레전트 일대에서는 사건 전부터 UFO가 많은 주민에 의해서 목격되고 있어 모스맨의 목격이 감소하는 것에 따라, UFO의 목격수도 감소했다. 그것이 UFO의 승무원은 외계인에서, 그 외계인의 애완동물 혹은 지구에 대한 실험을 위한 동물이 모스맨인 것은 아닌지 라고 하는 설도 있다. 실제, UFO로 향해 모스 맨이 비행하며 갔다는 목격 사건도 있다.

### 선주 민족의 저주설
일부 거주자에게는 모스맨을 포인트 프레잔트 주변에서 예부터 일어나고 있던 괴현상과 묶어서 일찍이 이 땅에서 학살된 인디언 쇼우니족의 저주이다고 주장하는 사람도 있다. 선주 민족의 사이에 전해지는 전설, 거대한 괴조 선더버드 라는 부합이 되어 흥미로운 이야기가 있다.

## 조사
일부 조사원이나 연구과에서는, 새라고 잘못 본 것으로 하여 목격자에게 그 새의 사진을 보였다. 그러나, 목격자는 모두, 그 새와는 전혀 달랐다고 한다.
또 사건 직후에, 원래 이 땅에는 정착하지 않았던 흰올빼미나 칠면조 독수리가 발견되고 있는 점으로, 누군가가 모스맨의 존재를 숨기기 위해서, 이러한 조류를 풀어놓은 것이라고도 여겨지고 있다.
본건은 다큐멘터리 전문 채널 디스커버리 채널의 프로그램 「초상현상 조사대」에서도 소개되었다. 프로그램중에서는, 2003년에 촬영된 다리로부터 날아 오르는 모스맨은, 바람으로 흘러간 검은 쓰레기봉지는 아닐까 말하는 결론에 이르고 있다.

## 모스맨이 등장하는 작품
- 세기말 오컬트 학원
- 모스맨의 묵시(작가 : 존 킬)
- 영화 : 2002년 모스맨(미국) - 원작은 모스맨의 묵시, 감독 : 마크 펠링톤, 주연 : 리처드 기어, 로라 린니
- 만화 : 후 파이터(작가 : 타키자와 세이호우)
- 비디오 게임 : 악마성 드라큘라 창월의 십자가
- 비디오 게임 : 카르드세프트 시리즈
- 비디오 게임 : 진 여신 전생 시리즈

## 같이 보기
- 보기맨
- 플랫우즈의 괴물
- 스프링힐드 잭